# 土屋公平
土屋 公平（つちや こうへい、Tsuchiya Kouhei、1960年10月4日 - ）は、日本のギタリスト、ミュージシャン、作曲家、編曲家、作詞家、音楽プロデュース等。東京都出身。1983年にTHE STREET SLIDERSでEPIC・ソニーよりデビュー。バンド解散以降はソロ活動や麗蘭、JOY-POPSを中心とした複数のユニット、ゲスト出演等でも活躍している。蘭丸、Koheyとも呼ばれている。

## 経歴

### メジャーデビュー前からTHE STREET SLIDERSでの活動
1983年（昭和58年）
- 1983年3月5日ロックバンドTHE STREET SLIDERSのリードギターとしてEPIC・ソニーからメジャーデビュー。
- メジャーデビュー前からストリート・スライダーズまでの活動についての詳細はTHE STREET SLIDERSの項を参照。

### バンド活動休止期
《第I期》
1987年10月〜1988年3月
1987年（昭和62年）
- 10月。メンバーの事故[注釈 2]によりバンドが休止状態に入り村越と土屋によるアコースティック・ユニット“JOY-POPS”[注釈 1]始動。

- 11月18日。甲斐よしひろのKAI YOSHIHIRO & PROJECT Kに初参加でフジTV夜のヒットスタジオに出演。スライダーズ以外のバンドでギターを弾くのはこの時が初となる。その後も甲斐のツアー《STRAIGHT LIFE TOUR》にゲスト出演[注釈 3]。以降、ライブやツアーに定期的にゲスト出演・ツアーメンバーとして参加するようになる。

1988年（昭和63年）
- 4月。『ROCK'N' ROLL DEF' TOUR』よりバンド活動再開。

1989年（平成元年）
- 12月9日。THE STREET SLIDERSより3枚組CDシングル「ROUTE S.S.」を限定数で発売。その中の1枚が佐久間正英との共同作業による土屋のソロ作品。

《第II期》
1991年1月〜1993年3月
1991年（平成3年）
- アルバム『NASTY CHILDREN』のリリースとライブツアー『BIG BEAT, DANCE '90-'91』終了後バンドは“冬眠”（無期限の活動休止）に入る。

1991年（平成3年）
- 個人事務所を設立した仲井戸麗市（チャボ）と再会。RCサクセションの“お休み”とスライダーズの“冬眠”二つの偶然が重なりユニット麗蘭が誕生[注釈 4]。全国31カ所ライブツアー《麗蘭との夕べ》を敢行。
- 10月。全国ツアーだけで終わる予定だった麗蘭が、ライブビデオの発売とスタジオ録音盤も残す話になった。レコーディングの際、土屋のプロデュース能力を高く評価するレコード会社のエピソード[注釈 5]が残されている。

1992年（平成4年）
- 1992年10月。G.D.FLICKERSの6曲入りミニ・アルバムのサウンド・プロデュースを手掛ける。

1993年（平成5年）
- ライブツアー『The Street Sliders Live'93 “沈黙の答え”』を全国9カ所で開催。バンド再始動への期待が高まるがこのライブ後バンドは再び活動休止に入る。

《第III期》
1993年4月〜1994年3月
- 1993年9月。土屋のソロ・プロジェクトThe 99 & 1/2 （ザ ・ナインティナイン・アンド・ハーフ）[注釈 6]が始動。

1994年（平成6年）4月
- 『THE STREET SLIDERS Tour'94《不滅》』より活動再開。

2000年（平成12年）
- 2000年10月29日。日本武道館でのラストライブをもってTHE STREET SLIDERS解散。

### 2001年以降の活動
バンド解散以降の主な活動。その他詳細はオフィシャル・サイトのページを参照のこと。
2001年（平成13年）
- フリーのギタリストとして活動を開始。
- 4月。音楽バラエティ堂本兄弟 へのレギュラー出演
- 9月14日〜29日。小室みつ子《 AS ALWAYS 》TOURに参加。札幌、仙台、名古屋、大阪、東京の5カ所を周る。

2002年（平成14年）
- 5月5日。オフィシャルファンクラブ《KOHEY MANIAX》発足。
- 音楽プロデューサーでベーシストの吉田建とFunk Unit《Apollo&Bump School 》を立ち上げる。

2003年（平成15年）
- 4月12日〜6月22日。甲斐よしひろ《 Serirs of Dreams Tour Vol.2 (1979-1986) 》にツアーメンバーとして参加。全国13ヵ所を周る。
- 11月23日〜2004年1月24日。甲斐よしひろ《 Serirs of Dreams Tour Vol.3 (1987-2003) 》にツアーメンバーとして参加。全国10カ所を周る。
- 12月25日。大黒摩季《 BUDOKAN Holy Night ～Spirits of three Divas～》日本武道館。ゲスト出演。

2004年（平成16年）
- 2月27日。《 80215 special 続 ナニワ・サリバン・ショー KING OF ROCK'N' ROLL 》大阪城ホール。出演。
- 4月25日。清春 1st LIVE TOUR《 room of melancholy 》渋谷公会堂。ゲスト出演。
- 5月14日。《 TOSTEM ONE NIGHT STAND 大黒摩季とフレンズ》[注釈 7]SHIBUYA-AX出演。
- 9月10日〜10月11日。甲斐よしひろ 《 PARTY 30 KAI 30th ANNIVERSARY TOUR 》にツアーメンバーとして参加。全国8ヵ所を周る。
- 11月6日。甲斐よしひろ《 PARTY 30 in 日本武道館》サポートメンバーとして出演。

### 土屋公平ソロ・ライブの始まり
2005年（平成17年）
- 1月29日。《 Groove Guitar-Joyful Night 》を神戸にて開催。土屋公平ソロ活動の一環として独奏スタイルのライブを始める。
- 5月29日。《Groove Guitar act. 独奏 土屋公平 Fantastic "GROOVE" 》を渋谷・duo MUSIC EXCHANGEにて開催。
- 7月17日。フジテレビの堂本兄弟で《堂本ブラザーズバンド・ファースト・ライブ》に出演。
- 7月〜8月。《 Lightning Blues Guitar '05 》新潟（フジ・ロック）、大阪、神戸、名古屋、東京・日比谷野音に出演。
- 9月24日。《 Groove Guitar act.2 独奏 土屋公平 Fantastic "VIBES"》を渋谷で開催。ゲスト竹内朋康。
- 12月19日。《大黒摩季2005年冬の大感謝祭》。日本武道館にてゲスト出演。

2006年（平成18年）
- 1月21日。《 Groove Guitar act.3 独奏 土屋公平 Fantastic "FUNKY JUNGLE"》を渋谷にて開催。ゲスト・花田裕之。
- 2月～3月。甲斐よしひろ《 ROLLING CIRCUS REVUE KAI YOSHIHIRO TOUR 2006》に参加。
- 5月11日。中島美嘉LIVEギター・サポートで《 ROCK KIDS 802 》大阪のSPECIAL LIVEに出演。続く31日もプレスイベントに参加。アラン・トゥーサンと共演。
- 7月15日及び17日。《 Groove Guitar act. 独奏 土屋公平 Fantastic 《FUNK HOUSE 》開催[注釈 8]。
- 12月8日。大黒摩季ツアー《 MAKI OHGURO Live Bomb!! Lev“V” 》神奈川県民ホールにゲスト出演。

2007年（平成19年）
- 1月27日。SHIBUYA-AXで行われた《 soul of どんと 2007 ～どんとトリビュート soul show～》に出演。
- 1月31日。札幌市民会館 最後の日《 LAST SHIMIN 》に出演[注釈 9]。
- 4月～中島美嘉《 MIKA NAKASHIMA CONCERT TOUR 2007 YES MY JOY 》にツアー・メンバーとして初参加。
- 10月。大黒摩季とフレンズ再結成。《青春ロックライブハウスツアー》を行う。

### デビュー25周年の1stソロ・アルバム
2008年（平成20年）デビュー25周年
- 10月15日。デビュー25周年記念プロジェクトとしてソロ・シングル《MUSIC FLOWER [注釈 10]》をリリース。

2009年（平成21年）
- 1月21日。土屋公平1stソロ・アルバム《GET STONED》をリリース。

### 私的モード録音盤の制作開始
2010年（平成22年）
- 2月14日。ユニット Sugar ＆ The Honey Tones [注釈 11]を結成。60〜70年代音楽のカバー・アルバム《SO SWEET!》を発売。ライヴも行う。
- 10月4日。50才を迎えた時「今までエレクトリック・ギターを弾いてきた自分がこれを機にアコースティック・ギターで自分が歌うためのブルースを作って自分で歌ってみたい。単なる弾き語りではなく自分らしいグルーヴィーなアコースティック・ギターのステージをやりたい」という思いを決心に変える[2]。

2011年（平成23年）
- 《私的モード録音盤》のソロ・アルバムをシリーズで制作スタート。第一弾を7月7日に、第二弾を10月4日発売。翌日、渋谷にて発売記念のライブを行う[3]。

2012年（平成24年）
- 7月1日〜10月4日。SOLO LIVE《 My Voice and My Guitar 》全国9カ所において初めてのソロ・ツアーを行う（パーカッション：JAH-RAH。九州北部豪雨の影響により、熊本のみ公演が中止）。

2013年（平成25年）デビュー30周年
- 8月7日。東京・下北沢GARDENにおいて、《土屋公平 SOLO LIVE 2013 》を行う。パーカッションはJAH-RAH、ゲストにはバンド時代からの友人、市川“James”洋二が出演。

2014年（平成26年）
- 3月21日〜6月24日。土屋公平 SOLO LIVE 《少年とギター》TOUR 2014 で全国30カ所においてソロ・ライブのツアーを開催（パーカッション：JAH-RAH）。
- 8月21日〜10月24日。《少年とギター TOUR 2014 Again 》で3カ所の追加公演を行う。
- 9月6日〜翌2015年2月28日。μFM〔ミューエフエム（FM鹿児島）〕においてラジオ番組《らんまるのわがままon the radio〜二人のロック夜話》に出演。共演は盟友・佐伯明。
- 10月4日。東京・下北沢GARDENにおいて、土屋公平 SOLO LIVE《 BIRTHDAY BOOGIE! 》を開催。

2015年（平成27年）
- 中島美嘉のバンドプロジェクト「MIKA RANMARU[4]。」に参加。

2016年（平成28年）
- 3月18日〜7月12日。SOLO LIVE《午前三時の残光》全国17カ所でソロ・ライブのツアー[注釈 12]を行う。

2017年（平成29年）
- 7月1日〜10月4日。SOLO LIVE《 I'm Your Boogie Man TOUR 》全国28カ所でソロ・ライブのツアー[注釈 13]を行う。
- 10月13日〜。中島美嘉ツアー《 MIKA NAKASHIMA FULL COURSE TOUR 2017～YOU WON'T LOSE～》にサポート・メンバーとして参加。

### JOY-POPSユニット活動を再開
2018年（平成30年）デビュー35周年
- 3月6日。THE STREET SLIDERSで共にフロントマンだった村越とのアコースティック・ユニットJOY-POPSの復活を公式サイト上で発表[5]。解散より18年ぶりにステージでの共演となる。デビュー35周年企画[注釈 14]により《Wrecking Ball Tour 》で全国を周る。ストリート・スライダーズ時代からのファンが多数チケットを買い求めほとんどの会場で売り切れが続出。複数の追加公演が行われるほどの人気公演となった。

2019年（令和元年）
- これまでのソロライブのスタイルを一段落させ、予ねてからの構想であった新編成のトリオを結成。生のドラムスに盟友Jah-Rah、ウッドベースに若きベースマンの多田尚人を迎えて、ライブを見据えた新作のアルバム《Struck a Blue Guitar》を7月に完成。
- 7月12日〜10月4日。SOLO LIVE《Struck a Blue Guitar》全国15カ所でソロ・ライブのツアー[注釈 15]を行う。

2020年（令和2年）
- 1月23日。村越弘明とのユニットJOY-POPSの2年ぶりの全国8カ所のツアー『Tour 2020  NEXT DOOR』開催を発表。
- 3月。新型コロナウイルス感染症の拡大に伴い札幌、名古屋、横浜公演の日程の順延を発表する[注釈 16]。
- 4月10日。新型コロナウィルス感染症が拡大し[注釈 17]全公演の開催延期と振替公演の日程を発表。
- 7月10日。ツアーが白紙になったことで生まれたJOY-POPSのミニ・アルバム《Inner Sessions》を公式サイトの通販で限定発売。2000年にストリート・スライダーズが解散して以来、初めてスタジオ・レコーディングによる新曲が録音された。
- 10月4日。自身初のオンライン無観客配信によるバースデー・ライブ《60th Birthday LIVE“The Shadow Of My Rhythm”[注釈 18]》を行う。
- 10月5日。ユニットJOY-POPSの全国ツアー《Tour 2020  NEXT DOOR》振替公演の中止[注釈 19]と、東京渋谷のLINE CUBE SHIBUYA（旧渋谷公会堂）にて有観客と生配信を合わせたライブの開催を発表。
- 10月24日。12枚目の私的モード録音盤《 The Shadow Of My Rhythm 》を発売。
- 12月5日。ユニットJOY-POPSの有観客生配信によるライブ《Tour 2020  NEXT DOOR》を東京都渋谷区のLINE CUBE SHIBUYA（旧渋谷公会堂）にて開催。
- 12月30日。13枚目の私的モード録音盤《LIVE AT THE MANDALA》2枚組のライブ・アルバムを発売。

2021年（令和3年）
- 3月5日。ライブ・アルバム《JOY-POPS LIVE 2020 "NEXT DOOR" 》と前年CD仕様で発売したミニ・アルバム《 Inner Sessions 》のアナログ盤を同時発売。

2022年（令和4年）
- 5月27日。東京都南青山にて仲井戸"CHABO"麗市と無観客生配信ライブAcoustic Duet《いゃ～！久しぶり～麗と蘭》を開催。
- 6月20日。村越弘明とのブルース・ユニット、JOY-POPSのスタジオ録音盤ミニ・アルバム《夜更けの王国　INNER SESSIONS 2》を通販のみの限定発売する告知をオフィシャルサイトより発表。[注釈 20]
- 甲斐よしひろソロ活動35周年記念ツアー『KAI YOSHIHIRO FLASH BACK TOUR 2022』にギタリストとして参加が決定。10月より大阪、愛知、東京、追加公演を含めて計4ヶ所。
- 11月よりビルボードライブ（横浜、大阪）及びブルーノート東京において『JOY-POPS LIVE 2022　NEXT DOOR-夜更けの王国』スペシャルLIVEを開催。最終日のステージは収録によるネット配信が行われ、2023年にBlu-rayが発売予定。

### デビュー40周年
2023年（令和5年）デビュー40周年
- 2023年1月27日。東京都の南青山MANDALAにおいて『土屋公平 LIVE 2023「I’m Back with Boogie！」有観客ソロライブ＋ストリーミング生配信』を開催。
- 4月26日。東京都豊洲PITのPreview GIGにおいてストリート・スライダーズとして22年ぶりにステージへ上がる。
- 5月3日。The Street Slidersデビュー40周年記念により、東京都日本武道館において「The Street Sliders Hello!!」武道館ライブを開催。解散から約23年ぶりにオリジナルメンバーの4人が再集結し、1万4千人収容の会場チケットは全て完売。衛星放送チャンネルのWOWOWより同時生中継も行われた。この日ライブ終盤、秋にThe Street Slidersで全国を周るツアーを開催することが発表された。
- 6月10日。東京都の吉祥寺において『土屋公平 LIVE 2023「I’m Back with Boogie！vol.2」、翌月7月16日に同会場でvol.3を開催。この２日間のライブは『私的モード録音盤vol.14』として発売。
- 8月11日。北海道の音楽フェス、ライジング・サン・ロックフェスティバル（石狩湾新港樽川ふ頭横野外特設ステージ）にストリート・スライダーズで出演。
- 9月1日よりThe Street Slidersの2023年ツアー『Rock’n’ Roll』で全国7ヶ所を周る。
- 12月28〜30日。京都･磔磔･麗蘭LIVE2023『Homecoming』

2024年（令和6年）
- 2024年3月6日よりThe Street Slidersデビュー40周年のファイナル・ツアー『Thank You！』で全国8ヶ所を周る。このツアーをもってアニバーサリー・イヤーを一区切りとした。
- 4月6日。東京都日比谷の野外大音楽堂においてThe Street Slidersのスペシャルライブ『Enjoy the Moment』が追加決定。この日のライブの模様は衛星放送のWOWOWより生中継が行われ、後日同局のオンデマンドでも配信された。
- 5月21日。京都・磔磔50周年記念『京都・磔磔 祝50周年たのむぜ浩司！』に麗蘭で参加。
- 6月9日。コロナ禍で出演を見合わせていたビルボード・ライブ東京に麗蘭で4年ぶりに出演。
- 5年ぶりとなる全国ツアー『土屋公平　LIVE TOUR 2024”BLUE&GO-GO" TOUR』を8月より全国15ヵ所で開催。
- 12月28〜30日。京都･磔磔･麗蘭LIVE2024『Rock & Roll Hymn』開催。

2025年（令和7年）
- 4月より全国ツアー『土屋公平　LIVE TOUR 2025”BLUE&GO-GO TOUR AGAIN"』を全国8ヵ所で開催。
- 6月。麗蘭で東京・大阪ビルボードライブ公演。コロナ禍で出演を見合わせていたビルボード・ライブ大阪のステージに麗蘭が出演するのは5年ぶりとなった。
- 9月14日。『なつかしい×あたらしい　なにわブルースフェスティバル2025』に出演。
- 10月より全国ツアー『土屋公平　LIVE TOUR 2025”Steady Rollin’ Man"』を全国14ヵ所にて開催予定。

## セルフ・プロデュースによる音楽制作
THE STREET SLIDERS在籍時代
- EPIC・ソニー在籍時、THE STREET SLIDERSでの海外レコーディング経験はロンドンが2回[注釈 21] [注釈 22]、後にN.Yやベルリン[注釈 23][注釈 24]でのミックスダウン作業も経験。それらは非常に勉強になりよい経験をさせてもらったと語る[注釈 25]。

ソロ・シングル / 蘭丸のファンク
- 企画シングルBOX《ROUTE S・S》の中で土屋公平のソロを出すアイデアが持ち上がった時、頭の中にシンセ・ベースがあり、シンセ・ベースを入れた上でスライダーズと全然違う形でやるなら、やってみる価値はあると思った。
- 1989年12月、シングル「届かぬラブレター / 蜜の味」リリース。音楽プロデュースに佐久間正英、エンジニアにマイケル・ツィマリング。この2曲はスライダーズとは録音の仕方が全く異なり、作詞・作曲は自身で、編曲、打ち込みアレンジ等は佐久間[注釈 26]と行なっている。

宅録自主制作〜The 99 & 1/2
- 1993年以降、バンドが再び活動休止となり、その間自分の中に溜まってきた音を形として出したくなったことから自宅にてデモ・テープを作成。スタッフへ渡して協議した結果実現はしなかったが、宅録による初めての自主制作で幻のソロ・アルバムとなっている[注釈 27]。
- 1993年夏。自主制作のアルバムは幻に終わったものの気持ちを切り替え再び別のプロジェクトを立ち上げる。それがThe 99 & 1/2 （ザ ・ナインティナイン・アンド・ハーフ）[注釈 6]である。The 99 & 1/2のファースト・アルバムはミック・ジャガーのソロアルバムを手掛けたデヴィッド・ビアンコ氏に自らデモ・テープを送って依頼。米国ロサンゼルスにてトラック・ダウンとMIXを行っている。

The 99 1/2
|          |               | タイトル                         | アーティスト名               | 収録曲 | 発売日         | 備考                                           |
| -------- | ------------- | -------------------------------- | ---------------------------- | --- | -------------- | ---------------------------------------------- |
| アルバム | 1st Album     | The 99 1/2                       | The 99 1/2                   | 01. フリー・ナイト/ 02. スマイル/03. シーズ・ウェイティング/ 04. バーニン・ダウン/ 05. スターダスト/06. ランブリン・ハート/ 07. ラ・ラ・ラ/ 08. アゲイン/ 09. シェイキー・ディスコ~ワン・ナイト・トリップ// 10. でも大丈夫さ/ 11. 99[1/2] | 1993年9月22日  | EPIC・ソニー CD:ESCB 1430                      |
| アルバム | 2nd Album     | more (than 100)                  | The 99 1/2                   | 01. PARTY! / 02. FREE & EASY / 03. BOOGIE TOWN/ 04. LOVE SLAVE/ 05.チャラのブギー・シューズ/ 06. FLASH LIFE/ 07. YOU ARE MY ANGEL/ 08. GOOD TIME/ 09. EYELINE/ 10. PEACE & DAYLIGHT/ 11. SO PLEASE(NEED YOUR LOVE) | 1997年2月1日   | Antinos Records CD: ARCJ 61                    |
| アルバム | ベスト盤      | very best of NINETYNINE AND HALF | The 99 1/2                   | 01. FREE NIGHT / 02. FREE ＆ EASY / 03. SMILE / 04. チャラのブギー・シューズ / 05. EYELINE / 06. BURNIN' DOWN / 07. INNOCENT LOVE / 08. Rumblin' Heart / 09. 流されていく花びら / 10. でも大丈夫さ / 11. BOOGIE TOWN / 12. GOOD TIME / 13. Shaky Disco ～ one nite trip / 14. 99 1/2 / 15. I Love Youと風の音 / 16. マリアンナ | 2008年10月22日 | GT music CD: MHCL 1439                         |
| シングル | 3 Tracks      | FREE NIGHT                       | The 99 1/2                   | 01. FREE NIGHT/ 02. Shaky Disco-one nite trip (Extended Version) / 03. I LOVE YOUと風の音 | 1993年9月9日   | EPIC・ソニー CD:ESCB 1421                      |
| シングル | Single        | Smile                            | The 99 1/2                   | c/w She's waiting | 1993年12月12日 | EPIC・ソニー CD:ESDB 3438                      |
| シングル | Single        | FREE & EASY                      | ELLIE with The 99 1/2        | c/w FLASH LIFE | 1996年9月21日  | Antinos Records CD:ARCJ 51                     |
| シングル | Single        | GOOD TIME                        | Rin Urashima with The 99 1/2 | c/w SO PLEASE(NEED YOUR LOVE) | 1996年10月21日 | Antinos Records CD:ARCJ 53                     |
| シングル | Single        | チャラのブギーシューズ           | CHARA with The 99 1/2        | c/w EYE LINE | 1996年11月21日 | Antinos Records CD:ARCJ 56                     |
| シングル | マキシ Single | 流されていく花びら               | RIE                          | 01. 流されていく花びら/ 02. 天国から雨/ 03. WILD FLOWERS | 1997年12月12日 | Antinos Records CD:ARCJ 72                     |
| シングル | マキシ Single | INNOCENT LOVE                    | Dejia                        | 01.INNOCENT LOVE / 02.INNOCENT LOVE（MOON TEARS）/ 03.INNOCENT LOVE（Instrumental） | 1998年1月21日  | Antinos Records CD:ARCJ 75                     |
| DVD      | DVD           | one night special LIVE PARTY     | The 99 1/2                   | 01. Sexy Invader(Instrumental)/ 02. Party! Featuring P.j. / 03.Free Night Featuring P.j./ 04. Free & Easy Featuring Ellie / 05. Peace & Daylight Featuring P.j./ 06. あたしなんで抱きしめたいんだろう?featuring Chara / 07. Eyeline Featuring Chara / 08. チャラのブギー・シューズ Featuring Chara / 09. Good Time Featuring Rin Urashima / 10. Shaky Disco~one Nite Trip Featuring Rin Urashima / 11. 99 1 / 2 Featuring P.j. / 12. (Encore)stir It Up Featuring All Vocalists | 2003年12月17日 | EPIC・ソニー ESBL-2143 DVD「Re-PRICEシリーズ」 |

ソロ活動以降

《私的モード録音盤シリーズ》
- 2010年から制作を開始した《私的モード録音盤》のvol.1からvol.4（星への冒険学）までは音楽プロデュース、歌、作曲、アレンジ、演奏、プログラミング、ミックスに至るまで全て自身で行っている（ライヴ盤除く）。
- 私的モード録音盤vol.5以降は、パーカッションやドラムスはドラマーを、vol.10からはアップライト・ベースのベーシストを加えたチームになっている。
- 土屋自身もギターやボーカルの他にベース、パーカッション、キーボード、ハーモニカ、マリンバ等も演奏し、ユニット麗蘭のアルバムや私的モード録音盤（ソロ作品）、ユニット作品等に取り入れられている[注釈 28]。

## 人物
- 音楽に入るきっかけはGS（グループサウンズ）[注釈 29]。 小学生の時にタイガース、テンプターズ、スパイダーズ、デイブ・クライブ5、T-bornなどを聴いていた。小さい頃は足が速く、図工が好きで版画や木を彫っていた[注釈 30]。

- ストリート・スライダーズのZUZUとは幼なじみ。
- 10才頃にクリームと出会い、Strange Brewの電気音はそれまでの彼の音楽における世界観をひっくり返した。エリック・クラプトンがブルースを聴いているらしいと雑誌で見て、B.B.KINGら３大KINGやルーツ音楽に目覚め、ブラックミュージックへ傾倒していく[注釈 29]。

- 中学生の時、音楽のクラブに入ってギターを触らせてもらい親にねだってグレコの白いテレキャスターを買ってもらった[注釈 30]。当時はキャロルが好きで、1975年4月の解散コンサートにも行っている[6]。三列目辺りで観ていたところを舘ひろしからインタビューを受けている14才当時の彼の姿が映像で確認されている。
- 高校に入ってから新宿のディスコ通いに夢中になり、それまでのルーツミュージックからビートサウンド、ソウルやファンクとの出会いを経て他の楽器やアンサンブルも聴くようになる[注釈 29]。ファンクのカッティング･ギターに目覚めたのは、新宿のディスコで黒人のグルーヴの気持ちよさに目覚めたから[注釈 31]。
- 吉祥寺のロック喫茶でローリング・ストーンズの音楽と出会いロックンロール・バンドでライブをやりながら旅をする生活を妄想していた。
- ストリート・スライダーズがデビューするまではよく4人で誰かの家に集まりレコードを聴いてどんな音楽をやるか話していて、その時間が非常に楽しかったという。しかしバンドをやって成功したいとは思っていなかった[注釈 29]。
《一つの歌をやろうよという形ではスライダーズが最初のバンドで、そして最後のバンドになった》と後のインタビュー[注釈 25]で語っている。
- 《蘭丸》という呼び名は “ストリート・スライダーズがデビューした頃、ファンの女の子達から少女漫画の主人公にちなんで愛称で呼ばれていた”とする説[7]と、“19才くらいの時に喫茶ローリング・ストーンのアンジーがつけた”と蘭丸がインタビューで答えている記事[注釈 30]がある。
- 2014年自身のラジオ番組で「《蘭丸》は吉祥寺のロック喫茶でアルバイトをしていた時に店で呼ばれていたニックネームを次第にファンの子も使い始めた」と番組の中で語っている[注釈 32]。
- 趣味は《ジミ・ヘンドリクス》というくらい影響を受け、精神的な支柱になっている[注釈 29]。
- ソロ活動以降、2002年にGROOVE GUITAR SEMINAR（セミナー講師）、2003年からGROOVE GUITAR CIRCLE（ギターの講師）を開催して後進の育成に努めている。
- 土屋は堂本剛のファンクの師匠である。二人が共演していた番組が『LOVE LOVE あいしてる』から『堂本兄弟』に変わるタイミングの頃、番組のリハーサルでギターを弾く土屋の音がめちゃくちゃにカッコよかったと思い、思いきって打ち上げの後に話しかけた所「自分で良ければギターを教えるよ」と土屋から連絡先をもらいそこからブルースやファンクの音楽に目覚めENDRECHERIに繋がっていったと語っている[8][9][10][11]。

## ディスコグラフィ

### シングル
|     | 発売日         | タイトル     | 楽曲制作                                              | 最高位 |
| --- | -------------- | ------------ | ----------------------------------------------------- | ------ |
| 1st | 2008年10月15日 | MUSIC FLOWER | 作詞：新美香 作曲：土屋公平 編曲：土屋公平、DJ HASEBE | 115位  |

### アルバム
|     | タイトル   | 収録曲 | 発売日        | 備考 |
| --- | ---------- | --- | ------------- | ---- |
| 1st | GET STONED | Sexy Invader(funky navigation) ／FEVER（feat. 紫鹿、 武田真治+DJ HASEBE）／ Soul Ryder（feat. Chara）／Tears of a Clown（feat. P.J.）／求愛のSLOWDANCE（feat.清春)MUSICFLOWER（feat.伴都美子・大黒摩季・中島美嘉 ・浦嶋りんこ・島津ナディア・勝手にしやがれ+ DJ HASEBE）／In The Sun（feat.島津ナディア）／翼のうた（feat.伴都美子）／立川ドライヴ GET STONED（feat. 仲井戸麗市）／WE GOTTAFAMILY（feat.Leyona）／ | 2009年1月20日 |      |

### 私的モード録音版シリーズ
|        | タイトル                                       | 収録曲 | 発売日             | 備考 |
| ------ | ---------------------------------------------- | --- | ------------------ | --- |
| vol.1  | また君と巡り会った世界                         | Disc-1：歌盤 1. 大いなる銀河の夜明け 2. Mr. Love Man 3. Foxy 4. Beautiful Days 5. 千の祈りより小さな羽ばたきひとつ Disc-2：ギター盤 1. Sunny Day Blue 2. 枯れ花と太陽 3. Fairy Pink 4. 祈りのプリズム 5. 月影 6. 夜桜Hendrix | 2011年7月7日       | 《歌盤》と《ギター盤》の２枚組CD。ギター盤はギターインスト。 |
| vol.2  | 或る天使の事情                                 | 1. グッバイホーン 2. Doggy Soul 3. 夏に会おう 4. Sunshine Eye Angel 2011 5. ロンリーバタフライ 6. 上海パニック 7. アースサミット 8. 宇宙パーク | 2011年10月4日      | 全編アコースティックのアルバム。 |
| vol.3  | 反射の記憶                                     | 1. 夕のビート 2. 大いなる銀河の夜明け 3. Mr. Love Man 4. グッバイホーン 5. Doggy Soul 6. 夏に会おう 7. かえりみちのBlue 8. Sunshine Eye Angel 2011 9. 上海パニック 10. アースサミット 11. 宇宙パーク 12. 光るゼブラのブギー 13. 千の祈りより小さな羽ばたきひとつ 14. Fairy Pink | 2011年12月25日     | 2011年10月5日渋谷のライブを収録したライブアルバム。 |
| vol.4  | 星への冒険学                                   | 1. ラーラとチェリー 2. クレイジー・ホース 3. Two Little Stars 4. 天国から雨 5. SUNSHINE 6. Sweet Sexy Music 7. JUNGLE LOVE 8. 僕はファンキー 9. あの子の流れ星 | 2012年7月7日       | ライブでもよく演奏される代表曲に加えセルフカバーを収録。 |
| vol.5  | 少年とギター                                   | 1. 四ツ辻のBlues 2. Do you wanna? 3. C'mon Music Lover 4. 少年とギター 5. 青空のパレード 6. ハロー・ハロー 7. Blues イン 回転木馬 8. 明日は明日の風が吹く 9. More Groovin' Kohey 10. コーヒーと君 11. 香り | 2013年3月20日      | 自身のルーツであるBLUESを散りばめた入魂のアルバム。 |
| vol.6  | 揺らめく炎のように〜LIVE TOUR2014              | 1. 青空のパレード 2. Do you wanna? 3. 四ツ辻のBlues 4. Blues イン 回転木馬 5. C'mon Music Lover 6. 明日は明日の風が吹く 7. 少年とギター 8. ラーラとチェリー 9. クレイジー・ホース 10. JUNGLE LOVE 11. More Groovin' Kohey 12. 僕はファンキー 13. コーヒーと君 | 2014年10月4日      | 2014年のツアー《少年とギターTOUR》のライブアルバム。 |
| vol.7  | 午前三時の残光                                 | 1. 僕と焔のBlues 2. スペードのクイーン 3. Foxy（pt.2） 4. 根無し草なら 5. Do Me Baby 6. 香り（pt.2） 7. デルタクイーン号で河を下り 8. 午前三時のブルー 9. Soul Airplane 10. 二人の影が重なる時 | 2016年3月25日      | BLUESフィーリングたっぷりの一枚。ライブでもよく演奏される代表曲が中心。 |
| vol.8  | I'm Your Boogie Man（傑作選）                  | Disc-1：POP SIDE 1. Mr. Love Man（pt.2） 2. ラーラとチェリー（take2） 3. Foxy（pt.2） 4. 明日は明日の風が吹く 5. 千の祈りより小さな羽ばたきひとつ（pt.2） 6. モンタレーの炎 7. 夜桜Hendrix 8. 青空のパレード 9. 夏に会おう（take2） 10. アース・サミット（take2） 11. JUNGLE LOVE（take2） 12. 僕はファンキー 13. 少年とギター（Remix） Disc-2：BLUES SIDE 1. スペードのクイーン 2. Do Me Baby 3. クレイジー・ホース（take2） 4. 香り（pt.2） 5. 僕と焔のBlues 6. GIBSON（Chabo's Blues） 7. コーヒーと君 8. C'mon Music Lover 9. 四ツ辻のBlues 10. デルタクイーン号で河を下り 11. 午前三時のブルー 12. More Groovin' Kohey | 2017年6月5日       | これまで発表された私的モード録音版を総括する傑作選に加え、CHABOのカバーを含む2枚組。 |
| vol.9  | I'm Your Boogie Man LIVE TOUR 2017             | 1. スペードのクイーン 2. Do Me Baby 3. 香り（pt.2） 4. 千の祈りより小さな羽ばたきひとつ（pt.2） 5. 根無し草なら 6. FOXY（pt.2） 7. JUNGLE LOVE 8. 僕はファンキー 9. 明日は明日の風が吹く 10. 少年とギター 11. クレイジー・ホース 12. Mr. Love Man（pt.2） 13. 光るゼブラのブギー | 2018年2月25日      | 2017年のツアー《I'm Your Boogie Man Live Tour》のライブ音源を収録したライブアルバム。 |
| vol.10 | Struck a Blue Guitar                           | 1. Struck a Blue Guitar 2. 浮気なルーシー 3. Cry Baby Cry 4. 一葉のBallad 5. Jiving Honey Bee 6. おれと悪魔のBlues 7. 光るゼブラのブギー (pt.2) 8. 僕はファンキー (pt.2) | 2019年7月7日       | シカゴのチェスレコード時代の音を意識しウッドベースを加えてライブで演奏することを意識してつくられたブルージーな一枚。                                                                                |
| vol.11 | Struck a Blue Guitar LIVE TOUR2019             | 1. Do Me Baby 2. 香り 3. Struck a Blue Guitar 4. 浮気なルーシー 5. Cry Baby Cry 6. Jiving Honey Bee 7. 一葉のBallad 8. 大いなる銀河の夜明け 9. ハロー・ハロー 10. 根無し草なら 11. おれと悪魔のBlues 12. デルタクイーン号で河を下り 13. クレイジー・ホース 14. 僕はファンキー 15. 光るゼブラのブギー | 2019年12月20日     | 2019年の《Struck a Blue Guitar Tour》のライブ音源を収録したライブアルバム。 |
| vol.12 | The Shadow Of My Rhythm                        | 1. 黒猫、夜を行く 2. 夕凪のココナッツ・ベイ 3. 枯れ花と太陽 (pt.2) 4. 調布インター・ストンプ 5. 二人の影が重なる時 (pt.2) 6. 憂色の果実 7. 熱波 8. More Groovin' Kohey (pt.2) 9. コーヒーと君 (pt.2) | 2020年10月24日     | ギター、ドラム、ウッドベースの編成によるインストゥルメンタルアルバム。 |
| vol.13 | LIVE AT THE MANDALA                            | Disc-1 1. クレイジー・ホース 2. スペードのクイーン 3. Jiving Honey Bee 4. 香り 5. 僕と焔のBlues 6. 憂色の果実 7. 明日は明日の風が吹く 8. 千の祈りより小さな羽ばたきひとつ 9. C'mon Music Lover 10. コーヒーと君 11. Interlude～Joyful Love Sounds Disc-2 1. 黒猫、夜を行く 2. 枯れ花と太陽 3. Struck a Blue Guitar 4. 浮気なルーシー 5. 根無し草なら 6. デルタクイーン号で河を下り 7. More Groovin' Kohey 8. 僕はファンキー 9. 光るゼブラのブギー 10. 二人の影が重なる時 | 2020年12月30日発売 | 南青山マンダラで行われた60歳のバースデー無観客配信LIVEを収録した２枚組。 |
| vol.14 | I'm Back with Boogie! Live at STAR PINE'S CAFE | Disc-1 ：Sax Star 甲田"ヤングコーン"伸太郎 1. 四ツ辻のBlues 2. Do Me Baby 3. スペードのクイーン 4. Jiving Honey Bee 5. 香り 6. C'mon Music Lover 7. 千の祈りより小さな羽ばたきひとつ 8. JUNGLE LOVE 9. More Groovin' Kohey 10.黒猫、夜を行く 11.クレイジー・ホース 12.僕はファンキー 13.Struck a Blue Guitar Disc-2：Key 伊東ミキオ 1. 青空のパレード 2. FOXY 3. 根無し草なら 4. おれと悪魔のBlues 5. 憂色の果実 6. 浮気なルーシー 7. 明日は明日の風が吹く 8. 調布インター・ストンプ 9. 午前三時のブルー 10.少年とギター 11.Mr. Love Man 12.クレイジー・ホース 13.光るゼブラのブギー 14.二人の影が重なる時                  | 2023年9月16日発売  | 価格：3,300円（税込） 品番：LR-0068,69 HOHOEMI RECORDS 吉祥寺スターパインズカフェで6月10日と7月16日に行われたLIVEを収録した２枚組ライブ盤。                                                         |
| vol.15 | 2024 Live Tour The Sounds of BLUE&GO-GO        | M1. 四ツ辻のBlues M2. Jiving Honey Bee M3. 憂色の果実 M4. 明日は明日の風が吹く M5. 枯れ花と太陽 M6. 千の祈りより小さな羽ばたきひとつ M7. Blue&Go-Go M8. 午前三時のブルー M9. 明かりのBlues M10. 黒猫、夜を行く M11. 根無し草なら M12. デルタクイーン号で河を下り M13. 光るゼブラのブギー M14. コーヒーと君 | 2025年4月21日発売  | 価格：2,750円（税込） 品番：LR-0073 HOHOEMI RECORDS 2024年に吉祥寺のスターパインズカフェで行われた[Blue&GO-GO TOUR]10/25日＠吉祥寺 STAR PINE'S CAFÉのLIVEを土屋公平、本人がセレクトした全14曲収録。 |

### Rainbow Bridge（特典CD/非売品）
土屋公平ファンクラブ内において会員の更新特典として本人録音の音源CDが複数枚製作されている。（非売品）

### DVD
|     | タイトル                             | 収録曲 | 発売日         | 備考                         |
| --- | ------------------------------------ | --- | -------------- | ---------------------------- |
| 1st | KOHEY TSUCHIYA Fantastic"FUNK HOUSE" | LOVE THIS FEELIN' SEXY INVADER (Fly Again) 届かぬラブレター（Funk-O-Return) 69Vibes 祈りのプリズム コーヒーと君 ～ spin draft of love Love Is Gonna Be Alright ! More Groovin' Kohey Super Disco I'M FUNKY JOYFUL LOVE SOUNDS | 2006年12月20日 | THE LIVE goes onシリーズ DVD |

## ソロ・プロジェクトスペシャル・ユニット

### The 99 & 1/2
スタジオ・アルバム
- 《The 99 1/2》 1993年9月22日。デビューアルバム。Gt,Vo土屋公平、Vo P.J、Dr.鈴木将雄、Ba,key大谷幸。

シングル
- 《FREE NIGHT》 1993年9月9日。1st。3曲入り。
- 《Smile/She's waiting》 1993年12月12日。2nd。

### Apollo & Bump School
スタジオ・アルバム
- 《funk juicer》（gemini records）2003年10月1日。

### Sugar & The Honey Tones
スタジオ・アルバム
- 《SO SWEET》 2010年2月14日。Ba.吉田建、Gt.土屋公平、Dr.屋敷豪太、Key.浅倉大介。

## プロデュース、楽曲提供

### サウンド・プロデュース
データはオフィシャルサイトより引用 
アーティスト名は50音順。
- Kangaroo Pockets/ Pride & Joy（Sony Records）1999年3月20日。サウンド・プロデュース、作曲、編曲、演奏。
- 清春
  - MELLOW（Tokyo Lips Pro.）2005年3月30日。《BUNNY SMILE》サウンド・プロデュース、編曲、演奏。
  - トリビュート・アルバム LAST DAYS～tribute to Mr.K（avex rush）2006年4月5日《求愛のSLOW DANCE》土屋公平＋清春 サウンド・プロデュース、編曲、演奏。
- グン/ センチメントボックス（マキシ・シングル/ SME Recods） 2001年3月23日。サウンド・プロデュース、編曲、演奏。
- 小室みつ子
  - AS ALWAYS （9thアルバム[注釈 34]/ HOHOEMI RECORDS）2001年8月8日。サウンド・プロデュース、作曲、編曲、演奏
  - Actually, As Always（アットマーク）2005年7月21日。REMIX。
- G.D.FLICKERS/ I WISH YOU WOULD (STANDARD?Ⅱ) 1992年10月21日。サウンド・プロデュース、編曲。
- 篠原涼子/ BLOW UP（Epic/Sony Records）1998年4月22日。サウンド・プロデュース、作詞：Kohey・松井五郎、作曲・編曲・演奏：Kohey。
- DIAMOND☆YUKAI / Le Cinema（PONY CANYON） 1997年12月17日。《涙のジョーカー》サウンド・プロデュース、作詞、作曲、編曲、演奏。
- Chara/Junior Sweet（1997.09.21／Epic/Sony Records）《どこに行ったんだろう？あのバカは》サウンド・プロデュース、作曲、編曲、演奏。
- 仲井戸麗市
  - DADA（TOSHIBA EMI）1993年2月3日。《HUSTLE》サウンド・プロデュース、編曲、演奏。《新宿を語る 冬》サウンド・プロデュース、編曲、演奏。
  - works -disc3-（2000.02.09／TOSHIBA EMI／TOCT-24201～24204）サウンド・プロデュース、作詞、作曲、編曲、演奏。
  - TIME（TOSHIBA EMI）2002年10月9日。麗蘭。サウンド・プロデュース、作詞、作曲、編曲、演奏。
- 破壊王 -KING of CRUSHER-（PlayStation ゲームソフト）1998年11月12日。《ぎらりと光るその夜に》サウンド・プロデュース、作詞、作曲、編曲、演奏。
- V.A/mF247.jp ～GOOD VIBE IF YOU WANT IT!＜ ROCK VOL.1＞〜（247music）2006年5月24日《R&R Tonight》麗蘭。サウンド・プロデュース、編曲、演奏。
- 三宅伸治（三宅伸治プロジェクトII）/ Guitar's Talk（アンサンブル）2002年4月1日《It's All Right》演奏。《ハーフムーン（月のメロディー）》サウンド・プロデュース、作曲、編曲、演奏。
- 桃乃未琴[注釈 35]（平岡恵子）
  - 「この夜が明けないのならば」（Victor Entertainment）1999年6月23日。
  - 「空」（Victor Entertainment）1999年10月21日。
  - 「くちびるだけ」サウンド・プロデュース、作詞、作曲、編曲、演奏。
  - 「処方箋」（Victor Entertainment）2000年1月8日。サウンド・プロデュース、作曲、編曲、演奏

### 楽曲提供
データはオフィシャルサイトより引用 
アーティスト名は50音順。
- 反町隆史
  - BREAKIN' THROUGH THE NIGHT（Mercury Music Entertainmant）1998年4月15日。作曲・演奏。
- CHARA
  - あたしなんで抱きしめたいんだろう？（Epic/Sony Records）1994年9月7日。作曲・演奏
- P.J.
  - I Miss You（Ki/oon Sony Records）1993年12月1日。作曲・演奏
  - My Sweet Angel。作曲・演奏

## レコーディング参加
データはオフィシャルサイトより引用 
アーティスト名は50音順。
- 飯田圭織
  - 「エーゲ海に抱かれて」（zetima）2004年2月4日。《エーゲ海に抱かれて》《最後の接吻》
- ISSA
  - 1st Album「EXTENSION」（avex tune）2003年5月21日。甲斐よしひろ作詞作曲の《FIGHT THE FUTURE》に参加。
- 大黒摩季
  - 「大黒摩季とフレンズ COPY BAND GENERATION vol.1」（東芝EMI）2004年3月17日。《フレンズ》《激しい雨が》《バスルームから愛をこめて》《翼の折れたエンジェル》《SOMEDAY》
  - MUSIC MUSCLE（BEING）2018年12月5日。《東京 ロケンロー》feat. 麗蘭 Arrangement , Guitar recording
  - HAPPINESS（東芝EMI）2005年6月22日。《リーマンブルース》
- 甲斐バンド
  - 「夏の轍」（イーストウエスト）2001年6月6日。《タイトロープ》
- 甲斐よしひろ
  - 「牙/タスク」Maxi Single（オーマガトキ）2002年10月10日。《牙／タスク》《Blue Rose Blue》
  - 「甲斐バンド&甲斐よしひろ グレイト・トリビュート・コレクション“ グッド･フェローズ”」（NIPPON CROWN CO,.LTD）2004年8月25日。《HERO～ヒーローになる時、それは今》
  - 「アタタカイ・ハート」（Universal）2004年9月4日。《FIGHT THE FUTURE》《愛することのもどかしさ》《牙/タスク》《ショック・アブソーバー》
  - 「10 STORIES 2」（NIPPON CROWN CO,.LTD）2008年2月20日。《タイガー&ドラゴン》
- 清春
  - poetry（UNIVERSAL J）2004年4月7日。《PERFUME》《REVOLVER》
  - 五月雨（Rock Chipper Record）2008年5月14日。《五月雨》
  - light ～saw the light and shade～（Rock Chipper Record）2008年9月10日。《至上のゆりかご》
- KinKi Kids
  - 7th Album「G album -24/7-」（ジャニーズ・エンタテイメント）2003年10月22日。堂本剛の作詞作曲のソロ《ORANGE》。
- COLDFEET
  - 「SHAME FACED」（Sony Music Entertainment）1998年8月21日。《SHAME FACED》G
  - 「COLDFEET」（Sony Music Entertainment）1998年12月12日。《SHAME FACED》
  - 「COLDFEET presents MJ THE TOUR」（P-Vine Records）2009年11月4日!《Shake Your Body》
- 高見沢俊彦
  - 「千年ロマンス」（東芝EMI）2007年7月4日、2007年7月18日《千年ロマンス》
- 剛 紫
  - 「美 我 空 - ビ ガ ク ～ my beautiful sky」（美 我 空 レコード（ジャニーズ・エンタテイメント）2009年4月10日、2007年7月18日。《Raindrop Funky》
- DEE CHIKA
  - 1st Album「帰る道」（Forlife）（FORLIFE）2000年5月9日。《遠くへ》《心の旅》
  - 2nd Single「遠くへ」（Forlife）
  - 「帰る道」（FORLIFE）2002年6月26日。《遠くへ》《Sweet Song》《心の旅》
- 堂本剛
  - カバ（ジャニーズ・エンタテイメント）2013年5月8日。《古い日記》
- TOKU
  - SHAKE（SMJ）2017年6月7日。《Satisfaction》
- なおと[注釈 36]
  - 1st Maxi Single「Growing up !!」（Sony Records）2001年9月19日。《Growing Up!!》《POW》
  - 2nd Maxi Single「High」（Sony Records）2002年1月30日
  - 1st Album「Funk☆Renaissance」（Sony Records）2002年6月19日。《Growing up!!》《Let me down》《エゴイストのぼやき》《High》
- 仲井戸麗市
  - 「PRESENT＃3」（TOSHIBA EMI）1996年8月7日。《Short Vacation》《糧》
  - 「CHABO」（Mastard Records）2015年9月16日。《歩く》
- 中島美嘉
  - 「ALL HANDS TOGETHER」（smej Associated）2006年6月7日。《ALL HANDS TOGETHER》
  - 「YES」（smej Associated）2007年3月14日。
- BLUE THUNDER
  - 「BLUE THUNDER」（Loudwoof）1996年11月21日。《RUNNING BLUE》

「WIN OR LOOSE」Guitar recording
- 三宅伸治
  - 「Guitars' talk（三宅伸治プロジェクト２名義）」（アンサンブル）2002年4月1日。
- BO GUMBOSトリビュートアルバム
  - 「Colla Bo Gumbos Vol.1」（Epic Records）2005年1月26日。

《夢の中 》YUKI＆麗蘭 
- 山下久美子
  - 「Duets」（東芝EMI）2005年12月21日。《愛の行方（feat.忌野清志郎）》《ドレミの歌（Do Re Mi）（feat.甲本ヒロト）》《Sweet Memories（feat.麗蘭）》

## 使用機材
- ギブソン・J-200（1956年製）
- ギブソン・SJ-200Elite
- ギブソン・ES-175D
- ギブソン・ES-295（1953年製）
- ギブソン・SG LesPaul Custom（1961年製）
- ギブソン・SG 62 Custom Reissue（1988年製）
- ギブソン・SG TV（1963年製）
- SEEN KOHEY TSUCHIYA Model（2008年製）

製造年代の出典は：
- 『月刊 YMM Player』6月号、（株）Player Corporation、2018年。pp-29
- 『GUITAR MAGAZINE Gibson SG Player's Book』、（株）リットーミュージック、2020年。土屋公平 pp90-95

に準拠。

## 放送・配信

### テレビ（地上波）
- LIVE LOVE愛してる（出演：1997年9月6日 、CX系列） - 音楽サポート[注釈 37]、[注釈 38]。
- 堂本兄弟[注釈 39]（出演：2001年4月 - 、フジテレビ系列） - レギュラー。音楽サポート。
- FACTORY（2002年5月 - 、ライブ番組。フジテレビ系列） - MC、音楽サポート。
- 《磔磔（たくたく）というライブハウスの話》（ドキュメンタリー番組。麗蘭にて出演。2020年8月7日フジテレビ関東ローカル地上波にて初回。2020年9月19日BSフジにて再放送（全国ネット）、その他FOD、TVerにて期間限定見逃し配信）。2020年12月19日 27:15 ～ 28:13 関西テレビ（関西ローカル）

### 衛星放送（BS）/ CS
- Char meets ???? 〜TALKING GUITARS〜（チャー・ミーツ〜トーキング・ギターズ）（2008年3月29日、 #18、フジテレビNEXT）- ゲスト
- MUSIC SOUP -45r.p.m.#120（revolution per man）（2019年4月1日15:40～16:00 初回、フジテレビNEXT）- ゲスト

### ライブ配信
- 土屋公平ソロ 60th Birthday LIVE《The Shadow of My Rhythm》（2020年10月4日18:00～10月11日23:59 期間限定配信）
- JOY-POPS 《LIVE 2020 "NEXT DOOR”》2020年12月5日。LINE CUBE SHIBUYAより生配信。ローチケ LIVE STREAMING - ZAIKO（2020年12月5日17:00～12月8日23:59 期間限定配信）
- 麗蘭・年末・京都・磔磔の未発表映像ライブ（2020年12月28日19:00～2021年1月5日23:59 イープラス期間限定配信）。2017年〜2019年に京都のライブハウス磔磔で行われたユニット麗蘭の年末ライブより未発表の映像を公開。
- 仲井戸”CHABO”麗市×土屋公平 Acoustic  Duet [いゃ～!久しぶり～麗と蘭]（2022年5月27日19:00～2022年6月2日23:59 イープラス期間限定配信）。麗蘭でユニットを組む仲井戸CHABO麗市が東京都の南青山マンダラで行なっているマンスリーの配信ライブに麗と蘭で出演。
- 土屋公平ソロ《I’m Back with Boogie!》会場：南青山MANDALA（2023年1月27日〜2月2日イープラス期間限定配信）

## ラジオ出演
- SF Rock Station：土屋公平の日（東海ラジオ、1988年10月13日〜11月、25:15〜27:00）土屋・木曜日パーソナリティ
- 内海利勝 LOVE&PEACE 同じ空の下から（かわさきFM、2014年9月3日）番組ゲスト
- らんまるのわがままon the radio〜二人のロック夜話〔μFM（FM鹿児島）、2014年9月6日〜2015年2月28日、毎土24:00〜24:30〕土屋公平、佐伯明
- BSNラジオ石塚かおりのゆうわく伝説（BSN新潟放送、2020年6月12日）内《サロンdeかおり》リモート出演によるコーナーゲスト